# Ebon Moss-Bachrach
Ebon Moss-Bachrach (Amherst, Massachusetts, 19 de marzo de 1977) es un actor estadounidense, mejor conocido por interpretar el papel de David Lieberman en The Punisher y Desi Harperin en Girls. Desde 2022, Moss-Bachrach ha interpretado a Richard "Richie" Jerimovich en la serie dramática The Bear.

## Primeros años
Nació en Amherst, Massachusetts, y es hijo de Renee Moss y Eric Bachrach, quienes dirigen una escuela de música en Springfield, Massachusetts. Asistió a la escuela secundaria en Amherst Regional High School en Massachusetts y se graduó de la Universidad de Columbia en 1999. El padre de Moss-Bachrach nació en Alemania de padres judíos estadounidenses.

## Vida personal
Moss-Bachrach está en una relación con la fotógrafa ucraniana Yelena Yemchuk, con quien tiene dos hijas.

## Filmografía

### Cine
| Año  | Título                          | Papel                 | Notas        |
| ---- | ------------------------------- | --------------------- | ------------ |
| 2001 | El creyente                     | First Waiter          |              |
| 2001 | Never Again                     | Andy                  |              |
| 2001 | The Royal Tenenbaums            | Fredrick the Bellboy  |              |
| 2003 | American Splendor               | MTV Director          |              |
| 2003 | Death of a Dynasty              | Dave Katz             |              |
| 2003 | Mona Lisa Smile                 | Charlie Stewart       |              |
| 2004 | Winter Solstice                 | Steve                 |              |
| 2004 | Poster Boy                      | Charlie               |              |
| 2004 | Point & Shoot                   | Chad Rhodes           |              |
| 2005 | The Dying Gaul                  | Olaf                  |              |
| 2005 | Stealth                         | Tim                   |              |
| 2005 | Road                            | Jay                   |              |
| 2006 | Out There                       | Stan                  |              |
| 2006 | Live Free or Die                | Alex Gazaniga         |              |
| 2006 | The Lake House                  | Henry Wyler           |              |
| 2006 | Wedding Daze                    | Matador               |              |
| 2007 | Chicago 10                      | Paul Krassner         | Voz          |
| 2007 | High Falls                      | Jackson               | Cortometraje |
| 2007 | Suburban Girl                   | Ethan Eisenberg       |              |
| 2007 | Evening                         | Luc                   |              |
| 2009 | Breaking Upwards                | Dylan                 |              |
| 2009 | The Marc Pease Experience       | Gavin                 |              |
| 2011 | Higher Ground                   | Luke                  |              |
| 2012 | Lola Versus                     | Nick                  |              |
| 2012 | Come Out and Play               | Francis               |              |
| 2013 | The Volunteer                   | Ethan                 |              |
| 2013 | Gods Behaving Badly             | Neil                  |              |
| 2014 | We'll Never Have Paris          | Guillaume             |              |
| 2014 | The Grey Matter                 | Simon Peterson        | Cortometraje |
| 2019 | Good Posture                    | Don Price             |              |
| 2019 | Blow the Man Down               | Gorski                |              |
| 2019 | Lying and Stealing              | Ray Warding           |              |
| 2020 | Tesla                           | Szigeti               |              |
| 2022 | Sharp Stick                     | Yuli                  |              |
| 2023 | No Hard Feelings                | Gary                  |              |
| 2025 | The Fantastic Four: First Steps | Ben Grimm / The Thing |              |

### Televisión
| Año           | Título                            | Papel                       | Notas                                     |
| ------------- | --------------------------------- | --------------------------- | ----------------------------------------- |
| 1999          | Murder in a Small Town            | Billy                       | Película de televisión                    |
| 2001          | Law & Order: Criminal Intent      | College Boy                 | Episodio: "One"                           |
| 2002          | Porn 'n Chicken                   | Hutch                       | Película de televisión                    |
| 2005          | Law & Order: Trial by Jury        | Danny Wallace               | Episodio: "Truth or Consequences"         |
| 2006          | Law & Order: Special Victims Unit | Justin                      | Episodio: "Informed"                      |
| 2006          | Kidnapped                         | Tucker                      | Episodio: "Sorry, Wrong Number"           |
| 2008          | John Adams                        | John Quincy Adams           | Miniserie; 3 episodios                    |
| 2008          | Fringe                            | Joseph Meegar               | Episodio: "Power Hungry"                  |
| 2009          | Medium                            | Simon Burwell               | Episodio: "The First Bite Is the Deepest" |
| 2009          | A NY Thing                        | Arthur                      | Película de televisión                    |
| 2010          | Damages                           | Nick Salenger               | 8 episodios                               |
| 2010          | Rubicon                           | Craig Young                 | 3 episodios                               |
| 2013–16       | Person of Interest                | Michael Cole                | 2 episodios                               |
| 2014–17       | Girls                             | Desi Harperin               | 25 episodios                              |
| 2014          | Believe                           | Ben Wooten                  | Episodio: "White Noise"                   |
| 2014–15       | The Last Ship                     | Niels Sørensen              | 10 episodios                              |
| 2017          | The Punisher                      | David Lieberman / Micro     | Personaje regular                         |
| 2019–20       | NOS4A2                            | Chris McQueen               | Personaje regular                         |
| 2020          | Interrogation                     | Trey Carano                 | 6 episodios                               |
| 2022          | The Dropout                       | John Carreyrou              | 3 episodios                               |
| 2022–presente | The Bear                          | Richard "Richie" Jerimovich | Personaje regular                         |
| 2022          | Andor                             | Arvel Skeen                 | 3 episodios                               |

### Teatro
| Año  | Título                  | Papel           | Notas                                                       |
| ---- | ----------------------- | --------------- | ----------------------------------------------------------- |
| 2000 | When They Speak of Rita | Jimmy           | Primary Stages 17 de mayo – 6 de agosto de 2000             |
| 2002 | 36 Views                | John Bell       | Teatro Público 27 de marzo – 14 de abril de 2002            |
| 2003 | Fifth of July           | Weston Hurley   | Signature Theatre Company 3 de febrero – 6 de abril de 2003 |
| 2005 | On the Mountain         | Carrick         | Playwrights Horizons 24 de febrero – 13 de marzo de 2005    |
| 2011 | Las tres hermanas       | Baron Tuzenbach | Classic Stage Company 3 de febrero – 6 de marzo de 2011     |
| 2015 | Verité                  | Winston         | Claire Tow Theater 31 de enero – 15 de marzo de 2015        |